# Jacques Blum
Pour les articles homonymes, voir Blum.
Jacques Blum est un mathématicien français né le 27 décembre 1950 à Strasbourg, professeur à l’université de Nice Sophia-Antipolis.

## Parcours scolaire
Jacques Blum intègre l'École normale supérieure de la rue d’Ulm (promotion S1970) après une classe préparatoire scientifique au lycée Kléber à Strasbourg. Il obtient l'agrégation de mathématiques en 1973, et un doctorat d’état des Sciences en 1985 à Paris VI sur le sujet Sur quelques problèmes d’analyse numérique et de contrôle optimal en physique des plasmas, sous la direction de Jacques-Louis Lions.

## Enseignement
Il est tout d'abord chercheur à l'université Paris VI, puis professeur à l'université Joseph-Fourier de Grenoble et à l’École polytechnique, avant d'être finalement nommé en 2000 à l'université de Nice Sophia-Antipolis.

## Domaine de recherche
Son activité de recherche porte sur la simulation, l’identification et le contrôle optimal de systèmes physiques régis par des équations aux dérivées partielles. Il est l'auteur du livre de référence ”Numerical simulation and optimal control in plasma physics”, paru en 1989.

## Récompenses
- Médaille de bronze du CNRS (1984)[1].
- Prix Blaise Pascal, 1990 (conjointement avec Denis Serre).
- Prix Seymour Cray, 1998.
- Grand prix de la ville de Nice, 2017

## Publications
- Publications sur Google Scholar